# Хоуган, Грегори
Грегори Т. Хоуган (англ.  Gregory T. Haugan) - американский писатель и эксперт в области иерархической структуры работ.

## Образование
Грегори Хоуган получил степень бакалавра по общему машиностроению (BSME) в 1952 году в Иллинойсском технологическом институте, степень MBA в 1960 году в Университете Сент-Луиса, докторскую степень в 1973 году в Американском университете.
Сертифицирован как «Профессионал в управлении проектами» (англ.  Project Management Professional, PMP) в Институте управления проектами.

## Карьера
Грегори Хоуган специализируется на разработке и внедрении информационных систем управления проектами. Является автором учебных курсов по управлению инженерными проектами.
Имя Хоугана связано с развитием принципов иерархической структуры работ, являясь де-факто стандартом в области управления проектами.
Доктор Хоуган является вице-президентом GLH, компании, специализирующейся на консалтинге по управлению проектами, разработке информационных систем и обучению.
Грегори Хоуган является автором нескольких книг.
С 2004 года консультирует Управление служб общего назначения Правительства США.

## Избранные труды
- Effective Work Breakdown Structures (Management Concepts. Vienna, VA. 2002)
- Project Planning and Scheduling (Management Concepts. Vienna, VA. 2002)
- The Work Breakdown Structure in Government Contracting (Management Concepts. Vienna, VA. 2003)
- Project Management Fundamentals (Management Concepts. Vienna, VA. 2006)
- Work Breakdown Structures for Projects, Programs, and Enterprises Management Concepts (Management Concepts. Vienna, VA. 2008)